# Poiana (gmina Mărgineni)
Poiana – wieś w Rumunii, w okręgu Bacău, w gminie Mărgineni. W 2011 roku liczyła 234 mieszkańców.